# George Child-Villiers, VIII conte di Jersey
George Henry Robert Child-Villiers (Londra, 2 giugno 1873 – Londra, 31 dicembre 1923) è stato un nobile e politico britannico, conservatore e pari della famiglia Villiers.

## Biografia
Villiers era figlio di Victor Child Villiers, VII conte di Jersey , e dell'onorevole Margaret Elizabeth, figlia di William Henry Leigh, II barone Leigh. Successe a suo padre nella contea nel 1915 e prestò servizio brevemente come Lord in attesa di David Lloyd George tra gennaio e agosto 1919. Lord Jersey vendette la banca Child & Co , parte dell'eredità della famiglia dal V conte, il quale unì i Villiers con i Child, a Glyn, Mills & Co. Bank nel 1923.
Lord Jersey sposò Lady Cynthia Almina Constance Mary Needham, figlia di Francis Needham, III conte di Kilmorey e Ellen Constance Baldock, l'8 ottobre 1908. Avevano quattro figli:
- George Child-Villiers, IX conte di Jersey (1910 - 1998).
- Lady Joan Child-Villiers (1911-2010), sposò David Colville, (morto nel 1986) nipote di Charles Colville, I visconte Colville di Culross .
- On. (Edward) Mansel Child-Villiers (3 maggio 1913 - 9 marzo 1980), sposato due volte (dal 1934 al 1940 con Barbara Mary Frampton e dal 1946 al 1971 con la principessa Maria Gloria Pignatelli Aragona Cortez);
- Lady Ann Child-Villiers (1916 - 2006), sposata nel 1937 con il maggiore Alexander Henry Elliot (morto nel 1986).

## Ascendenza
|                                             |                               |                                               | Genitori                                         |  |  | Nonni |  |  | Bisnonni                           |  |  | Trisnonni                           |  |
|                                             |                               |                                               |                                                  |  |  |       |  |  | George Villiers, V conte di Jersey |  |  | George Villiers, IV conte di Jersey |  |
|                                             |                               |                                               |                                                  |  |  |       |  |  | George Villiers, V conte di Jersey |  |  | George Villiers, IV conte di Jersey |  |
|                                             |                               | Frances Twysden                               |                                                  |  |  |       |  |  | George Villiers, V conte di Jersey |  |  |                                     |  |
| George Child Villiers, VI conte di Jersey   |                               |                                               |                                                  |  |  |       |  |  | George Villiers, V conte di Jersey |  |  |                                     |  |
|                                             |                               | Sarah Fane                                    | John Fane, X conte di Westmorland                |  |  |       |  |  |                                    |  |  |                                     |  |
|                                             |                               | Sarah Fane                                    | John Fane, X conte di Westmorland                |  |  |       |  |  |                                    |  |  |                                     |  |
|                                             |                               | Sarah Fane                                    | Sarah Child                                      |  |  |       |  |  |                                    |  |  |                                     |  |
| Victor Child Villiers, VII conte di Jersey  |                               | Sarah Fane                                    |                                                  |  |  |       |  |  |                                    |  |  |                                     |  |
|                                             |                               | Robert Peel, II baronetto                     | Robert Peel, I baronetto                         |  |  |       |  |  |                                    |  |  |                                     |  |
|                                             |                               | Robert Peel, II baronetto                     | Robert Peel, I baronetto                         |  |  |       |  |  |                                    |  |  |                                     |  |
|                                             |                               | Robert Peel, II baronetto                     | Ellen Yates                                      |  |  |       |  |  |                                    |  |  |                                     |  |
| Julia Peel                                  |                               | Robert Peel, II baronetto                     |                                                  |  |  |       |  |  |                                    |  |  |                                     |  |
|                                             |                               | Julia Floyd                                   | John Floyd, I baronetto                          |  |  |       |  |  |                                    |  |  |                                     |  |
|                                             |                               | Julia Floyd                                   | John Floyd, I baronetto                          |  |  |       |  |  |                                    |  |  |                                     |  |
|                                             |                               | Julia Floyd                                   | Rebecca Juliana Darke                            |  |  |       |  |  |                                    |  |  |                                     |  |
| George Child-Villiers, VIII conte di Jersey |                               | Julia Floyd                                   |                                                  |  |  |       |  |  |                                    |  |  |                                     |  |
|                                             | Chandos Leigh, I barone Leigh | James Leigh                                   |                                                  |  |  |       |  |  |                                    |  |  |                                     |  |
|                                             | Chandos Leigh, I barone Leigh | James Leigh                                   |                                                  |  |  |       |  |  |                                    |  |  |                                     |  |
|                                             | Chandos Leigh, I barone Leigh | Julia Twisleton                               |                                                  |  |  |       |  |  |                                    |  |  |                                     |  |
| William Leigh, II barone Leigh              | Chandos Leigh, I barone Leigh |                                               |                                                  |  |  |       |  |  |                                    |  |  |                                     |  |
|                                             |                               | Margarette Willes                             | William Shippen Willes                           |  |  |       |  |  |                                    |  |  |                                     |  |
|                                             |                               | Margarette Willes                             | William Shippen Willes                           |  |  |       |  |  |                                    |  |  |                                     |  |
|                                             |                               | Margarette Willes                             | Margaret Williams                                |  |  |       |  |  |                                    |  |  |                                     |  |
| Margaret Elizabeth Leigh                    |                               | Margarette Willes                             |                                                  |  |  |       |  |  |                                    |  |  |                                     |  |
|                                             |                               | Richard Grosvenor, II marchese di Westminster | Robert Grosvenor, I marchese di Westminster      |  |  |       |  |  |                                    |  |  |                                     |  |
|                                             |                               | Richard Grosvenor, II marchese di Westminster | Robert Grosvenor, I marchese di Westminster      |  |  |       |  |  |                                    |  |  |                                     |  |
|                                             |                               | Richard Grosvenor, II marchese di Westminster | Eleanor Egerton                                  |  |  |       |  |  |                                    |  |  |                                     |  |
| Caroline Grosvenor                          |                               | Richard Grosvenor, II marchese di Westminster |                                                  |  |  |       |  |  |                                    |  |  |                                     |  |
|                                             |                               | Elizabeth Leveson-Gower                       | George Leveson-Gower, I duca di Sutherland       |  |  |       |  |  |                                    |  |  |                                     |  |
|                                             |                               | Elizabeth Leveson-Gower                       | George Leveson-Gower, I duca di Sutherland       |  |  |       |  |  |                                    |  |  |                                     |  |
|                                             |                               | Elizabeth Leveson-Gower                       | Elizabeth Sutherland, XIX contessa di Sutherland |  |  |       |  |  |                                    |  |  |                                     |  |
|                                             |                               | Elizabeth Leveson-Gower                       |                                                  |  |  |       |  |  |                                    |  |  |                                     |  |